# Nicétas le Goth
Pour les articles homonymes, voir Nicétas.
Nicétas le Goth (en grec: Νικήτας) est un chrétien martyr mort en 372, reconnu saint et vénéré par les catholiques et les orthodoxes. 

## Biographie
Goth d'origine, Nicétas naquit et vécut sur les bords du Danube. Il reçut le baptême de l'évêque Théophile qui participa au premier concile de Nicée (d'où sans doute son nom de baptême). Avec l'évêque goth d'origine grecque Ulfila, il évangélisa ses compatriotes goths qui étaient en majorité disciples de l'arianisme.
Soldat, Nicétas combattit contre les troupes restées païennes d'Athanaric. Lorsque ce dernier exerça son pouvoir parmi les tribus de la région, il appliqua une persécution systématique contre les chrétiens. Nicétas fut condamné en 372 au bûcher, mais son corps ne brûla pas complètement. Ses restes furent recueillis par un autre ami soldat goth de religion chrétienne, Marius ou Marian, et ses reliques furent données à des églises de Constantinople et au monastère serbe de Vissoki Detchani.

## Culte
Il est patron de la ville de Melendugno en Italie, où l'abbaye du XIIe siècle conserve une relique.
Plusieurs églises et monastères de Russie lui sont dédiés, comme le monastère Nikitsky de Pereslavl-Zalesski, le monastère Nikitsky détruit dans les années 1930 à Moscou, etc.
Sa fête est le 15 septembre du calendrier grégorien pour les Latins et le 15 septembre du calendrier julien (soit le 28 septembre pour le calendrier grégorien) pour les Orientaux des Églises orthodoxes. La variante russe de son nom, Nikita (Никита), est courante dans les pays russophones.